# おおつ野
おおつ野（おおつの）は茨城県土浦市の町名。現行行政地名はおおつ野一丁目からおおつ野八丁目。

## 地理
土浦市の東部に位置し、かすみがうら市と境界を接する。住宅団地「おおつ野ヒルズ」を形成し、公共施設や商業施設なども配置されている。

## 歴史

### 年表
（この節の出典）
- 1972年（昭和47年） ‐ 茨城県鹿島郡波崎町（現在の神栖市）の株式会社茨城開発が、田村・沖宿地区の耕作放棄地に目をつけて、用地買収がはじまる[6]
- 1983年（昭和58年）9月6日 - 「田村・沖宿土地区画整理組合」が設立
- 1990年（平成2年）10月23日 - 土地区画整理事業起工式
- 1998年（平成10年）9月21日 - 田村町・沖宿町のそれぞれ一部から、おおつ野（一丁目から八丁目）成立
- 1999年（平成11年）10月 - 竣工式
- 2016年（平成28年）3月1日 - 真鍋新町より土浦協同病院が移転開院

### 開発に至る経緯・新町名成立までの道のり
（この節の出典）
上記のように、1972年（昭和47年）に株式会社茨城開発が田村・沖宿地区の用地買収をはじめた。当時の田村・沖宿地区の農家は、国の減反政策の影響を受けて米などから蓮根栽培に切り替える農家が増えていた。北部の台地は耕作放棄地が増え荒れ地となっており、農家の多くは用地買収に応じたという。
しかし、1973年（昭和48年）に起きたオイルショックをきっかけに株式会社茨城開発は倒産する。買収された農地は10年以上放置されさらに荒れた状態になっていた。
1983年（昭和58年）ごろから、放置された土地を川鉄商事株式会社（現在のJFE商事。現在もおおつ野ヒルズの土地販売を行っている）が取得しはじめる。この年に沖宿・田村・手野の三地区で三地区連絡促進協議会が発足、同年9月には田村・沖宿土地区画整理組合が発足する。このような流れを経て、1990年（平成2年）に事業の起工式が行われた。開発工事の際に行われた発掘調査では、田村・沖宿遺跡群をはじめとする多数の古代を中心とする遺跡が出土している。
1998年（平成10年）に新町名「おおつ野」が成立した。

## 町名の変遷
| 実施後         | 実施年月日    | 実施前         |
| -------------- | ------------- | -------------- |
| おおつ野一丁目 | 1998年9月21日 | 田村町・沖宿町 |
| おおつ野二丁目 | 1998年9月21日 | 田村町・沖宿町 |
| おおつ野三丁目 | 1998年9月21日 | 田村町・沖宿町 |
| おおつ野四丁目 | 1998年9月21日 | 田村町・沖宿町 |
| おおつ野五丁目 | 1998年9月21日 | 田村町・沖宿町 |
| おおつ野六丁目 | 1998年9月21日 | 田村町・沖宿町 |
| おおつ野七丁目 | 1998年9月21日 | 田村町・沖宿町 |
| おおつ野八丁目 | 1998年9月21日 | 田村町・沖宿町 |

## 世帯数と人口
2022年（令和4年）10月1日現在の世帯数と人口は以下の通りである。
| 丁目           | 世帯数    | 人口    |
| -------------- | --------- | ------- |
| おおつ野三丁目 | 241世帯   | 247人   |
| おおつ野四丁目 | 1世帯     | 10人    |
| おおつ野五丁目 | 192世帯   | 501人   |
| おおつ野六丁目 | 320世帯   | 781人   |
| おおつ野七丁目 | 224世帯   | 659人   |
| おおつ野八丁目 | 399世帯   | 917人   |
| 計             | 1,377世帯 | 3,115人 |

## 小中学校の学区
市立小・中学校に通う場合、学区は以下の通りとなる。
| 町                    | 範囲 | 小学校                 | 中学校                 |
| --------------------- | ---- | ---------------------- | ---------------------- |
| おおつ野（1 - 8丁目） | 全域 | 土浦市立上大津東小学校 | 土浦市立土浦第五中学校 |

## 施設
- 樫の木公園
- 風の公園
- 緑の公園
- 土浦協同病院
- 土浦協同病院附属看護専門学校
- 土浦協同病院附属保育所ひまわり
- 創価学会土浦文化会館
- 高齢者専用賃貸住宅ここいち土浦
- ライフサポートサンルーナ
- 土浦ニュータウンおおつ野ヒルズ現地販売センター

## 商業
主な商業施設は次の通り。
- セブン-イレブン土浦おおつ野店
- ダイユーエイト土浦おおつ野店
- スイーツアトリエ　レガル
- 常陸秋そば 筑山亭 かすみの里
- クスリのアオキおおつ野店
- 茨城日野自動車土浦東支店[8]

## 交通
（この節の出典）

### 鉄道
地内に鉄道は通っていない。最寄りの駅はJR東日本常磐線土浦駅。

### バス
以下の路線バスが走っている。地内には、おおつ野台、おおつ野八丁目、樫の木公園、土浦協同病院の4つのバス停留所がある。
| 系統             | 主要経由地                                                                                   | 行先         | 運行会社  |
| ---------------- | -------------------------------------------------------------------------------------------- | ------------ | --------- |
|                  | 土浦駅・土浦局前・真鍋新町中央・樫の木公園                                                   | 土浦協同病院 | ■関東鉄道 |
| 霞ヶ浦広域バス   | 土浦駅・亀城公園前・土浦五中前・樫の木公園・土浦協同病院・霞ヶ浦庁舎                         | 玉造駅       | ■関東鉄道 |
| 千代田神立ライン | 神立駅西口・千代田ショッピングモール（南・北）・大塚団地・神立駅東口・おおつ野台・樫の木公園 | 土浦協同病院 | ■関東鉄道 |

### 道路
地内に国道・県道は通っていないが、おおつ野北端と手野町との境を国道354号が通っていて、「おおつ野団地入口」交差点がある。最寄りの高速道路インターチェンジは常磐自動車道の土浦北インターチェンジ。